# Lacinipolia bicolor
Lacinipolia bicolor är en fjärilsart som beskrevs av Barnes och Mcdunnough 1913. Lacinipolia bicolor ingår i släktet Lacinipolia och familjen nattflyn. Inga underarter finns listade i Catalogue of Life.